# Идрисовская пещера
Идрисовская пещера (баш. Иҙрис мәмерйәһе)(также Краснопольская, Киссяташ, Дворец) — пещера в Салаватском районе Республики Башкортостан России. Расположена примерно в 1 километре к юго-востоку от деревни Идрисово в левом склоне долины реки Юрюзань. Впервые упомянута в материалах Петра Симона Палласа. Отнесена к памятникам археологии федерального значения.
Пещера карстовая, образована в известняках нижнего и среднего карбона. По классификации отнесена к Юрюзано-Лаклинскому спелеологическому подрайону спелеорайона Уфимского амфитеатра средней спелеологической области Западно-Уральской спелеологической провинции. Представляет собой горизонтальный коридор северного и западного простирания. Длина 93 м, ширина 3,8 м, высота 2,6 м, амплитуда 10 м, площадь 215 м², объём 482 м³.
Вход прямоугольный, ширина 2,4 метра, высота 3,8 метра, расположен в скальном уступе на высоте 45 метров над уровнем реки Юрюзань. Справа от входа расположены три отверстия-окна, ведущие в грот (длина 6 метров, ширина 3 метра, высота 2,6 метра), который соединяется с коридором длиной 5 метров, переходящим в наклонный ход западного простирания, частично заполненный водой. На потолке имеются остатки сталактитов. Пол покрыт глиной. Температура в пещере +8 °C.
В пещере обнаружены Идрисовские писаницы. Согласно башкирскому преданию «Салауат мәмерйәһе» («Пещера Салавата»), в 1774 г. в Идрисовской пещере скрывался Салават Юлаев со сподвижниками из своего отряда.